# Challenger de Valencia 2024
El torneo Copa Faulcombridge 2024, denominado por razones de patrocinio Copa Faulcombridge by Marcos Automoción fue un torneo de tenis perteneció al ATP Challenger Tour 2024 en la categoría Challenger 125. Se trató de la 3ª edición; el torneo tuvo lugar en la ciudad de Valencia (España), desde el 7 hasta el 13 de octubre de 2024 sobre pista de tierra batida al aire libre.

## Jugadores participantes del cuadro de individuales
| Preclasificado | País                       | Jugador                   | Rank1 | Posición en el torneo |
| 1              | Bandera de España          | Pedro Martínez            | 45    | CAMPEÓN               |
| 2              | Bandera de Chile           | Cristian Garín            | 122   | Segunda ronda         |
| 3              | Bandera de Argentina       | Thiago Agustín Tirante    | 124   | Cuartos de final      |
| 4              | Bandera de Colombia        | Daniel Elahi Galán        | 127   | Semifinales           |
| 5              | Bandera de España          | Albert Ramos              | 134   | Primera ronda         |
| 6              | Bandera de República Checa | Vít Kopřiva               | 142   | Primera ronda         |
| 7              | Bandera de Estados Unidos  | Nicolas Moreno de Alboran | 144   | Semifinales           |
| 8              | Bandera de Portugal        | Henrique Rocha            | 163   | Primera ronda         |

- 1 Se ha tomado en cuenta el ranking del 30 de septiembre de 2024.

### Otros participantes
Los siguientes jugadores recibieron una invitación (wild card), por lo tanto ingresan directamente al cuadro principal (WC):
- Pedro Martínez
- Bernabé Zapata
- Benoît Paire

Los siguientes jugadores ingresan al cuadro principal tras disputar el cuadro clasificatorio (Q):
- Raúl Brancaccio
- Ivan Gakhov
- Christoph Negritu
- Dennis Novak
- Carlos Sánchez Jover
- Joel Schwärzler

## Campeones

### Individual Masculino
- Pedro Martínez derrotó en la final a  Jaime Faria por 6–1, 6–3

### Dobles Masculino
- Alexander Merino /  Christoph Negritu derrotaron en la final a  Karol Drzewiecki /  Piotr Matuszewski por 6–3, 6–4